# Châlette-sur-Loing
Châlette-sur-Loing is een gemeente in het Franse departement Loiret (regio Centre-Val de Loire). De gemeente telde 12.958 inwoners op 1 januari 2022. De plaats maakt deel uit van het arrondissement Montargis.

## Geschiedenis
De plaats werd voor het eerst genoemd aan het begin van de 9e eeuw als Caderaita. Châlette was een bezit van de abdij van Gembloers en daarna van de abdij van Saint-Benoît. In de 13e eeuw werd de plaats verworven door Pierre-Lancelot de Machaut, kamerheer van Filips de Goede. De plaats bleef in het bezit van deze familie tot 1530.
Op de Loing waren er verschillende watermolens. In 1738 kwam er een papierfabriek en in 1851 een rubberfabriek van de Amerikaan Hiram Hutchinson. In de loop van de 20e eeuw vestigden zich vele arbeidsmigranten in de gemeente: in de jaren '20 Oekraïners en Russen, in de jaren '30 Spanjaarden en Joegoslaven en in de jaren '60 Portugezen en Noord-Afrikanen.

## Geografie
De oppervlakte van Châlette-sur-Loing bedroeg op 1 januari 2022 13,13 vierkante kilometer; de bevolkingsdichtheid was toen 986,9 inwoners per km².
De Loing stroomt door de gemeente.
De onderstaande kaart toont de ligging van Châlette-sur-Loing met de belangrijkste infrastructuur en aangrenzende gemeenten.

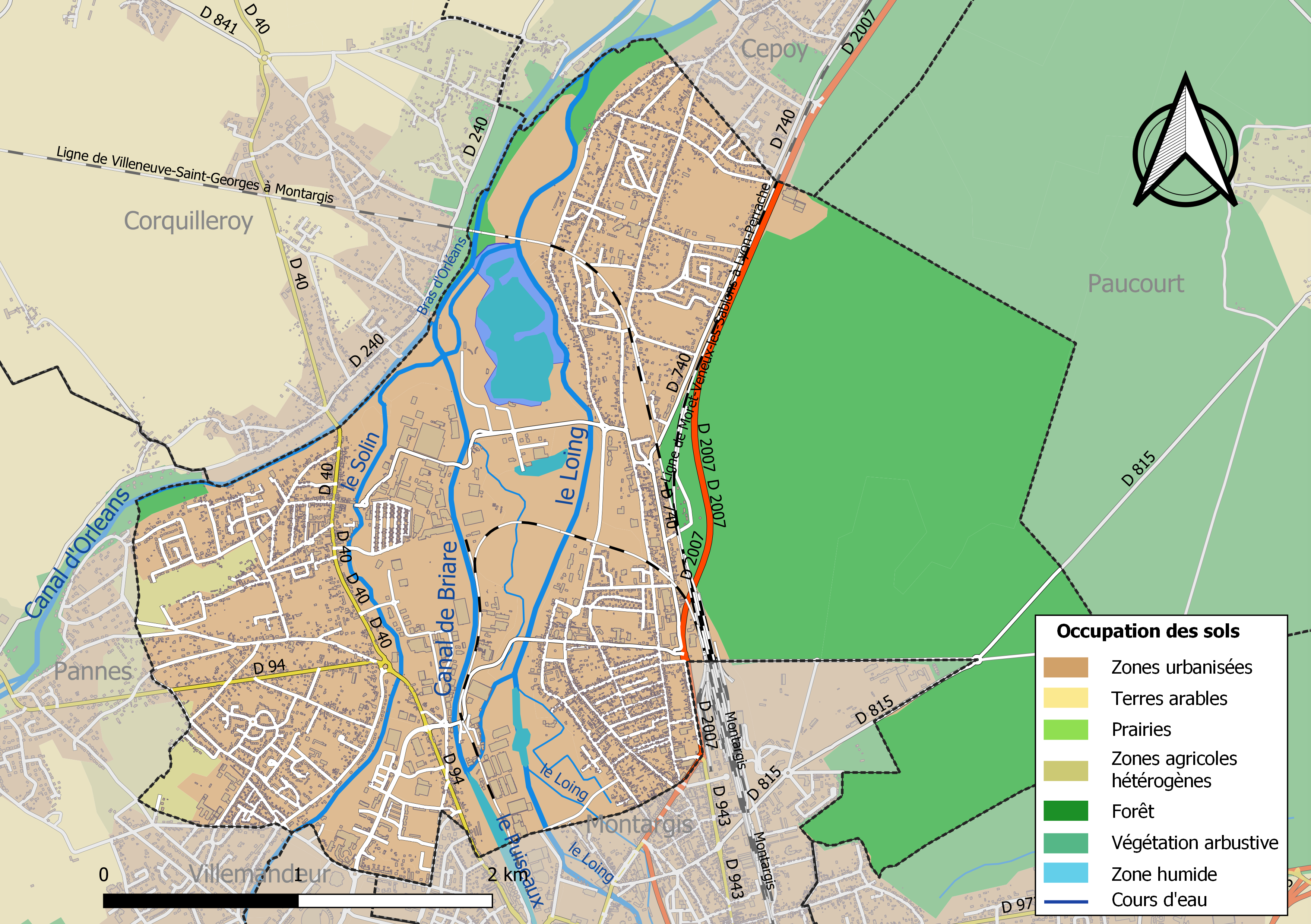

## Demografie
Onderstaande figuur toont het verloop van het inwonertal (bron: INSEE-tellingen).